# 狹葉李
狹葉李是薔薇科李屬落葉喬木或灌木，葉披針形至狹橢圓形，常對折。分佈於美國中東部，也叫奇克索李（英語：Chickasaw plum）、切羅基李（英語：Cherokee plum）、佛羅里達沙李（英語：Florida sand plum）、沙丘李（英語：sandhill plum）、沙李（英語：sand plum）。果實可製作果醬。

## 词源
种加词angustifolia由拉丁语三尾形容词angustus（狭窄的）与中性名词folium（叶）衍生出的三尾形容词-folius（叶的）组合而成，意为“狭叶的”。